# Fran Ross
Frances Dolores „Fran“ Ross (geboren am 25. Juni 1935 in Philadelphia; gestorben am 17. September 1985 in New York City) war eine US-amerikanische Schriftstellerin.

## Leben und Werk
Frances Dolores Ross wurde 1935 als älteste Tochter des Schweißers Gerald Ross und der Verkäuferin Bernetta Bass Ross in Philadelphia geboren. Sie studierte mit einem Begabtenstipendium an der Temple University Kommunikations- und Theaterwissenschaften (B.S. 1956). 1960 zog sie nach New York und jobbte dort bei der The Saturday Evening Post und als Korrekturleserin in den Verlagen McGraw-Hill und Simon & Schuster. Sie schrieb gelegentlich Beiträge in Magazinen, wie Essence, Titters und Playboy, und kurzzeitig auch Scripte für die Late-Night-Show von Richard Pryor. Ross starb mit 50 Jahren an einer Krebs-Erkrankung.
In ihrem einzigen Roman, Oreo, erzählt Ross vom Heranwachsen eines Mädchens mit jüdisch-schwarzen Wurzeln und der New York-Odyssee der 16-Jährigen auf der Suche nach ihrem Vater und dem „Geheimnis ihrer Geburt“. Oreo erschien 1974, auf dem Höhepunkt der Black-Power-Bewegung der 1960er und 1970er Jahre und zwei Jahre vor Alex Haleys Roots, der Generationen-Saga einer afroamerikanischen Familie. Im Unterschied zu dem überwältigenden Erfolg, der Roots beschieden war, blieb Oreo nahezu unbeachtet. Aus heutiger Sicht, so das allgemeine Urteil, war Ross ihrer Zeit voraus. Erst 15 Jahre nach ihrem frühen Tod wurde Oreo wiederentdeckt, dank Harryette Mullen, seitdem mehrmals neu aufgelegt, von einflussreichen Fürsprechern beworben und gilt mittlerweile als ein Meisterwerk der postmodernen Literatur. 2019 erschien Oreo erstmals auf Deutsch, übersetzt von Pieke Biermann, die für ihre kongeniale Übertragung 2020 mit dem Preis der Leipziger Buchmesse in der Kategorie „Übersetzung“ ausgezeichnet wurde.

## Roman
- Oreo. Northeastern University Press, 1974
  - Oreo. Übersetzung und Anmerkungen von Pieke Biermann, Nachwort von Max Czollek. dtv, München 2019, ISBN 978-3-423281973.